# 立川市立第一小学校

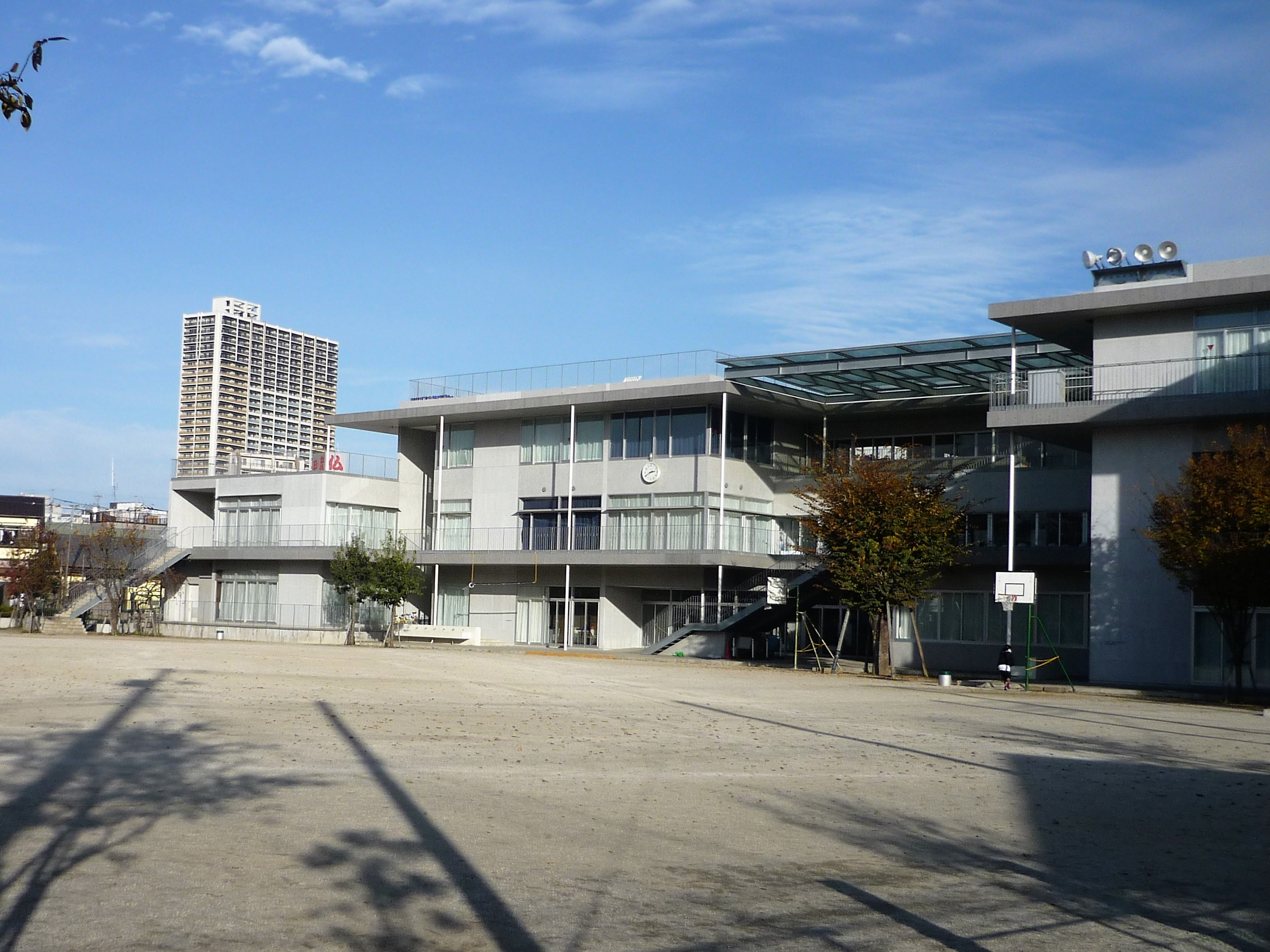
校庭

立川市立第一小学校（たちかわしりつ だいいちしょうがっこう）は、東京都立川市柴崎町二丁目にある公立小学校である。

## 概要
明治3年3月3日（グレゴリオ暦1870年4月3日）に板谷元右衛門によって創設された郷学校を起源とする。多摩地域のみならず東京都内有数の長い歴史を持つ学校であり、2021年時点では東京都内で最も古い小学校とされる。
2014年（平成26年）に新校舎が完成し、柴崎学習館・柴崎図書館・柴崎学童保育所が同じ敷地内に移設された
諏訪通りを隔てて西に諏訪神社が隣接する。

## 沿革
- 1870年（明治3年）3月 - 郷学校として普済寺本堂内に設立[2][3]。
- 1872年（明治5年）5月 - 耦頴学舎（ぐえいがくしゃ）に改称[2][3]。
- 1875年（明治8年）3月 - 柴崎学校に改称[2]。
- 1878年（明治11年）4月 - 校舎移転[2]。
- 1881年（明治14年）4月 - 立川学校に改称[2][3]。
- 1887年（明治20年）4月 - 尋常高等立川小学校に改称[2]。
- 1892年（明治25年）3月 - 立川尋常小学校に改称[2]。
- 1895年（明治28年）4月 - 立川尋常高等小学校に改称[2]。
- 1914年（大正3年）10月 - 現校地に移転[2]。
- 1923年（大正12年） - 立川村、町制を施行。
- 1929年（昭和4年）9月 - 立川町立立川第一尋常小学校が分離（立川市立第二小学校の前身）[2]。
- 1937年（昭和12年）1月 - 立川町立立川第二尋常小学校が分離（立川市立第三小学校の前身）[2]。
- 1940年（昭和15年）
  - 11月 - 立川町立立川第三尋常小学校が分離（立川市立第四小学校の前身）[2]。
  - 12月 - 立川町、市制を施行
- 1941年（昭和16年）4月 - 国民学校令により立川国民学校に改称[2]。
- 1944年（昭和19年）4月 - 立川市柴崎国民学校に改称[2]。
- 1947年（昭和22年）4月 - 学制改革にともない立川市柴崎小学校となる[2]。
- 1952年（昭和27年）10月 - 立川市立第一小学校に改称[2]。
- 1954年（昭和29年）10月 - 特殊学級設置[2]。
- 2012年（平成24年）9月 - 校舎建て替えのため、仮設校舎（さくら校舎）に移転[2]。
- 2014年（平成26年）9月 - 新校舎完成[2]。市内初の複合施設となる。
- 2015年（平成27年）3月 - 校庭完成[2]。
- 2018年（平成30年） - 日本建設業連合会主催の第59回BCS賞受賞[4]。